# یاروسلاو کوچرا
یاروسلاو کوچرا (چکی: Jaroslav Kučera؛ ۶ اوت ۱۹۲۹–۱۴ ژانویهٔ ۱۹۹۱) فیلم‌بردار اهل جمهوری چک بود.
از فیلم‌ها یا برنامه‌های تلویزیونی که وی در آن نقش داشته است، می‌توان به آدلا هنوز شام نخورده اشاره کرد.